# Fritz Stöckmann
Fritz Stöckmann (* 19. Oktober 1918 in Fallingbostel; † 21. Januar 1998 in Karlsruhe) war ein deutscher Physiker, der sich mit Festkörperphysik und speziell Halbleiterphysik befasste.

## Leben
Stöckmann studierte seit 1937 in Göttingen bei Robert Wichard Pohl und Rudolf Hilsch und wollte eigentlich bei Hilsch promovieren, der aber während Stöckmanns Rückkehr von einem Auswärtsemestern in Freiburg und München nach Erlangen gewechselt war, so dass er 1942 bei Pohl promovierte (Zum selektiven Grenzschicht-Photoeffekt der Alkalimetalle). Zum Wehrdienst wurde er nicht eingezogen, da er bald nach seiner Geburt ein Auge verloren hatte. Stöckmann war seit 1938 NSDAP-Mitglied. Er war Nachfolger von Erich Mollwo als Assistent von Pohl, was er fast zehn Jahre blieb. 1950 habilitierte er sich über die Leitfähigkeit von Zinkoxyd.  1952 ging er als Oberassistent von Hans König mit diesem von Göttingen an die TH Darmstadt, wo er 1955 Dozent und 1956 außerordentlicher Professor wurde. 1954/55 war er bei Karl Lark-Horovitz an der Purdue University. 1959 wurde er Professor für Angewandte Physik an der TH Karlsruhe (der Lehrstuhl war damals neu geschaffen worden). Er war mehrfach Dekan und wurde 1984 emeritiert.
Mit Heinz Pick prägte er den Begriff Defektelektron. Er befasste sich in den 1950er Jahren mit Photoleitung in Halbleitern und der Wechselwirkung der Störstellen mit den Leitungselektronen, mit dem Einfluss der Kontakte und Relaxationsphänomenen.
Er war im Beirat des Fraunhofer-Instituts für Angewandte Festkörperphysik und mehrere Jahre Vorsitzender des DFG-Fachausschusses Physik. Er war seit der Gründung 1961 Mitherausgeber von Physica Status Solidi.
Sein Sohn Hans-Jürgen Stöckmann wurde ebenfalls Physiker.

## Schriften
- Über die Elektrizitätsleitung in Halbleitern, Naturwissenschaften, Band 35, 1952, S. 85, 105, Nachtrag S. 523
- Zur Abhängigkeit lichtelektrischer Ströme von der Feldstärke, Zeitschrift für Physik, Band 147, 1957, S. 544–566,
- Zur Elektronenmikroskopie, Rück- und Ausblicke, Physikalische Blätter, Band 36, April 1980, Online
- Elektrische Nachrichtenübertragung und die Auflösungsgrenze optischer Systeme, Physikalische Blätter, Band 29, April 1973, S. 153–157, Online
- Sternmaterie 1–3, Phys. Blätter, Band 28, 1972, 153–160, 212–219, 269–273, Teil 1, Teil 2, Teil 3
- Optoelektronik, Phys. Blätter, Band 17, 1961, S. 14–20, Online